# 上恩布拉赫
上恩布拉赫（德語：Oberembrach）是瑞士联邦苏黎世州比拉赫区的市镇。该市镇面积为10.20平方千米，海拔高度459米，2018年12月31日人口数为1,073。

## 外部連結
- 上恩布拉赫官方网站 （德文）